# Мартыновская (Тотемский район)
Мартыновская — деревня в Тотемском районе Вологодской области.
Входит в состав Мосеевского сельского поселения, с точки зрения административно-территориального деления — в Заозерский сельсовет.
Расстояние до районного центра Тотьмы по автодороге — 58 км, до центра муниципального образования деревни Мосеево по прямой — 19 км. Ближайшие населённые пункты — Данилов Починок, Мелешово, Никитин Починок.
По переписи 2002 года население — 5 человек.